# Winsor McCay

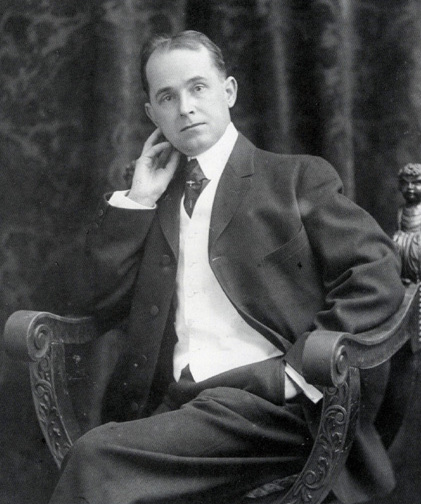
Winsor McCay (1906)

Zenas Winsor McCay (* 26. September 1871 in Spring Lake, Michigan; † 26. Juli 1934 in Brooklyn, New York) war einer der bekanntesten US-amerikanischen Karikaturisten und Comiczeichner des frühen 20. Jahrhunderts sowie ein Pionier des frühen Zeichentrickfilms.

## Leben und Werk
McCays Eltern stammten aus Kanada, er selbst wurde nach eigener Aussage aber in Spring Lake, Michigan, geboren. Neben seiner Arbeit als politischer Karikaturist für Tageszeitungen sowie als Grafiker in der Werbung zeichnete McCay mehrere Comicserien, die bekanntesten waren Dream of the Rarebit Fiend („Die sonderbaren Träume des Feinschmeckers, der immer nur Käsetoast aß“) und Little Nemo in Slumberland.

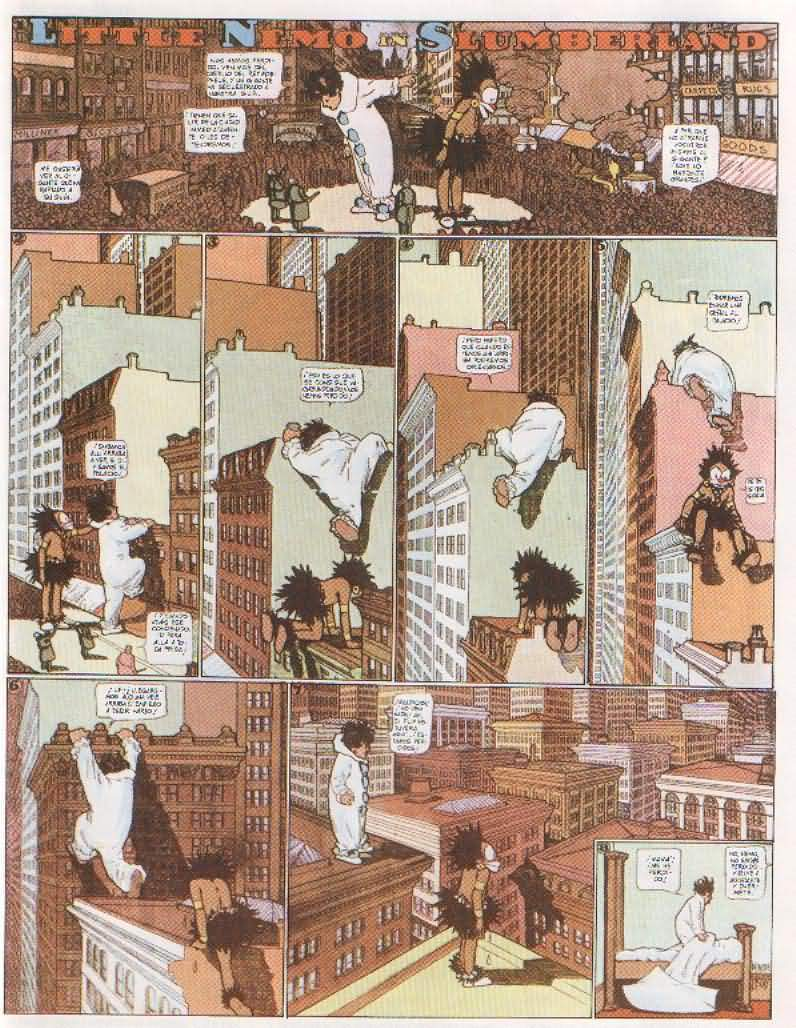
Comicseite aus Little Nemo

Neben seiner Arbeit experimentierte McCay mit Zeichentricktechniken und schuf eine Reihe kurzer Trickfilme, die auf seine Comics zurückgehen. Nach eigener Aussage brachte sein Sohn Robert um das Jahr 1909 ein Daumenkino mit nach Hause und regte den Vater so an, sich mit bewegten Bildern zu beschäftigen. Sein bekanntestes Werk ist Gertie the Dinosaur aus dem Jahr 1914. Das zwölfminütige Werk präsentierte McCay selbst auf Theaterbühnen. Er stand dazu vor der Leinwand, sprach zum Saurier und warf der Trickfigur sogar Futter zu. Mit dem Film ging er ein halbes Jahr lang auf Tournee durch die USA.
Seine frühen Zeichentrickfilme zeichnete McCay noch allein auf Papierblätter. Erst die letzten Projekte wurden mit Hilfe von Assistenten und Trickfilmfolien realisiert. Die sporadisch produzierten Filme entstanden aus überwiegend persönlichen, nicht kommerziellen Interessen. Von diesen lustigen Filmen hebt sich ein Film deutlich ab: The Sinking of the Lusitania beschreibt den Angriff eines deutschen U-Boots auf den Dampfer Lusitania und ist Propaganda, der die USA zum Eintritt in den Ersten Weltkrieg bewegen sollte. Nach Kriegseintritt schuf er Poster für die Liberty Bonds (Kriegsanleihen).
McCay starb 1934 an einer Hirnblutung.
Zu seinen Ehren werden bei den alljährlichen Annie Awards Künstler, die sich im Bereich des Animationsfilms verdient gemacht haben, mit dem Winsor McCay Award für ihr Lebenswerk ausgezeichnet.

## Nachwirkung
Der mit dem Harvey Award ausgezeichnete italienische Comiczeichner Vittorio Giardino, inspiriert durch McCay, schuf seinen erotischen Comic-Strip Little Ego in Anlehnung an Little Nemo.

## Comics
- Little Sammy Sneeze (1904–1907)[3]
- Dream of the Rarebit Fiend (1904–1913)
- The Story of Hungry Henrietta (1905)
- A Pilgrim’s Progress (1905–1910)
- Little Nemo in Slumberland (1905–1914)
- Poor Jake (1909–1911)

## Filmografie

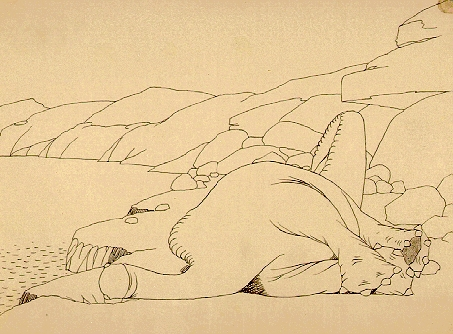
Szene aus dem Trickfilm Gertie the Dinosaur (1914)

- 1911: Little Nemo a.k.a Winsor McCay, the Famous Cartoonist of the N.Y. Herald and His Moving Comics
- 1912: How a Mosquito Operates
- 1914: Gertie the Dinosaur
- 1918: The Sinking of the Lusitania
- 1921: The Dream of a Rarebit Fiend
- 1921: Dreams of the Rarebit Fiend: The Pet
- 1921: Dreams of the Rarebit Fiend: The Flying House
- 1921: Dreams of the Rarebit Fiend: Bug Vaudeville
- 1921: Gertie on Tour
- 1921: Flip’s Circus
- 1921: The Centaurs
- 1922: The Midsummer’s Nightmare

## Auszeichnungen
- 1974: Annie Award: Auszeichnung mit dem Winsor McCay Award für sein Lebenswerk

## Ausstellungen
- 2012: Winsor McCay – Comic, Filme, Träume, Wanderausstellung